# Цзоге
33°34′35″ пн. ш. 102°57′39″ сх. д. / 33.57647° пн. ш. 102.96074° сх. д.
Цзоге (кит. 若尔盖县, пін. Ruò'ĕrgài Xiàn, трансліт. Zoigê) — один із повітів КНР у складі Нгава-Тибетсько-Цянської автономної префектури, провінція Сичуань. Адміністративний центр — містечко Дачжаси.

## Географія
Цзоге розташовується на сході Тибетського плато (регіон Амдо), у середньому лежить на висоті близько 3500 метрів над рівнем моря (перепад висот у діапазоні від 2400 до 4200 метрів над рівнем моря), лежить на вододілі річок Янцзи (південь) і Хуанхе (північ) на захід від гір Міншань. Західним кордоном повіту слугує річка Хуанхе.

### Клімат
Повіт лежить у зоні, котра характеризується континентальним субарктичним кліматом. Найтепліший місяць — липень із середньою температурою 11,7 °C. Найхолодніший місяць — січень, із середньою температурою -8,9 °С.
| Клімат повіту Цзоге                                | Клімат повіту Цзоге | Клімат повіту Цзоге | Клімат повіту Цзоге | Клімат повіту Цзоге | Клімат повіту Цзоге | Клімат повіту Цзоге | Клімат повіту Цзоге | Клімат повіту Цзоге | Клімат повіту Цзоге | Клімат повіту Цзоге | Клімат повіту Цзоге | Клімат повіту Цзоге | Клімат повіту Цзоге |
| Показник                                           | Січ.                | Лют.                | Бер.                | Квіт.               | Трав.               | Черв.               | Лип.                | Серп.               | Вер.                | Жовт.               | Лист.               | Груд.               | Рік                 |
| Середній максимум, °C                              | 1,3                 | 3,6                 | 6,4                 | 10,2                | 13,2                | 15,6                | 18,2                | 18                  | 14,7                | 9,8                 | 5,7                 | 2,2                 | 9,9                 |
| Середня температура, °C                            | −8,9                | −5,8                | 1,5                 | 2,7                 | 6,2                 | 9,5                 | 11,7                | 11                  | 7,8                 | 2,5                 | −3,1                | −7,7                | 2                   |
| Середній мінімум, °C                               | −17,2               | −13,5               | −7,5                | −3,1                | 0,5                 | 4,4                 | 6,1                 | 5,4                 | 2,9                 | −2,3                | −9,1                | −15,2               | −4,1                |
| Норма опадів, мм                                   | 5.6                 | 9.7                 | 20.3                | 35.5                | 82.7                | 104.8               | 124.9               | 109.9               | 103.1               | 55.8                | 10.1                | 3.4                 | 665.8               |
| Вологість повітря, %                               | 54                  | 56                  | 61                  | 65                  | 69                  | 73                  | 75                  | 75                  | 77                  | 74                  | 65                  | 57                  | 67                  |
| -------------------------------------------------- | ------------------- | ------------------- | ------------------- | ------------------- | ------------------- | ------------------- | ------------------- | ------------------- | ------------------- | ------------------- | ------------------- | ------------------- | ------------------- |
| Джерело: Дані метеостанції №56079 (КНР, 1991-2020) |                     |                     |                     |                     |                     |                     |                     |                     |                     |                     |                     |                     |                     |